# Securidaca coriacea
Securidaca coriacea är en jungfrulinsväxtart som beskrevs av Bonpland och Ernst Gottlieb von Steudel. Securidaca coriacea ingår i släktet Securidaca och familjen jungfrulinsväxter. Inga underarter finns listade i Catalogue of Life.